# Zygmunt Wróblewski
Pour les articles homonymes, voir Wróbleski.
Zygmunt Florenty Wróblewski, né le 28 octobre 1845 à Hrodna et mort le 16 avril 1888 à Cracovie, est un éminent physicien polonais. Il est connu pour des découvertes concernant la condensation et la liquéfaction.

## Biographie
Zygmunt Wróblewski a commencé ses études à l'Université de Kiev, mais il a dû les arrêter car en 1863, à l'âge de 18 ans, il a rejoint l'insurrection polonaise contre l'empire tsariste. Cela lui a valu être déporté en Sibérie où de 1863 à 1869, il a défriché les forêts de Tomsk.
Il est revenu d'exil, mais en tant qu'ancien détenu politique, il a été privé de droit à l'éducation. Il est diplômé de Berlin et deux ans plus tard, à Munich, il a obtenu un doctorat pour son travail dans le domaine de l'électricité. Plus tard, il s'installe à Paris, où il participe aux travaux des scientifiques français qui tentent de condenser l'air, notamment du professeur Louis Cailletet de l'École normale supérieure de Paris. 
Il s'est finalement installé à Cracovie, où on lui a proposé, en tant que scientifique reconnu, une chaire de physique à l'Université Jagellonne. Il y a organisé un laboratoire de chimie moderne (c'était l'une des premières installations électriques à Cracovie) et s'est lié d'amitié avec le chimiste Karol Olszewski, avec qui il a beaucoup travaillé depuis. Pendant de nombreuses années, il a également été ami avec le mathématicien Brunon Abakanowicz. 
Il a étudié les propriétés des gaz et des métaux à basse température et la diffusion des gaz. Il a déterminé les températures critiques pour un certain nombre de gaz, y compris les paramètres critiques de l'hydrogène.
En 1882, il fut le premier à obtenir un clathrate de dioxyde de carbone et à examiner ses propriétés.
Avec Karol Olszewski, il fut également le premier au monde à réaliser la liquéfaction de l'oxygène (5 avril 1883) et de l'azote (13 avril 1883) de l’atmosphère. C'était un événement majeur dans le monde scientifique de l'époque. 
Plus tard, les deux scientifiques ont également solidifié le dioxyde de carbone et l'alcool.
Zygmunt Wróblewski est mort tragiquement à l'âge de 43 ans des suites des brûlures causées dans un incendie accidentel de son laboratoire où il a renversé le contenu d'une lampe à huile sur ses vêtements. Avec ses habits en flammes, il a couru hors du bâtiment où deux étudiants ont finalement réussi à étouffer le feu avec leurs manteaux. Il est enterré au Cimetière Rakowicki.